# NanaWind
NanaWind（ナナウィンド）は、株式会社アスカデザインのアダルトゲームブランド。

## 作品一覧
| 発売日         | タイトル                                    | 原画                                                   | シナリオ                                                     |
| -------------- | ------------------------------------------- | ------------------------------------------------------ | ------------------------------------------------------------ |
| 2011年9月22日  | ユユカナ -under the Starlight-              | Mitha                                                  | 葉月サイ、池田コント、樹多裕一、shuno                        |
| 2014年3月28日  | ALIA's CARNIVAL!                            | 七尾奈留、Mitha 九尾（男性） いずみ由羅（SD）          | 葉月サイ、大阪ゲノム                                         |
| 2015年5月29日  | ALIA's CARNIVAL! Flowering Sky              | 七尾奈留、Mitha 九尾（男性） いずみ由羅（SD）          | 葉月サイ、夕凪和泉、桷修斗                                   |
| 2016年5月27日  | ALIA's CARNIVAL! Wパッケージ                | 七尾奈留、Mitha 九尾（男性） いずみ由羅（SD）          | 葉月サイ、大阪ゲノム、夕凪和泉、桷修斗                       |
| 2017年6月30日  | 春音アリス*グラム                           | 七尾奈留、Mitha、高苗京鈴 いずみ由羅（SD）             | 葉月サイ、池田コント、森野ひと、栴修斗                       |
| 2019年3月29日  | 白恋サクラ*グラム                           | 七尾奈留、Mitha、高苗京鈴 いずみ由羅、朝倉はやて（SD） | 葉月サイ、満腹亭白米、一ノ瀬雫、池田コント                   |
| 2020年11月27日 | 春音アリス*グラム Wパッケージ               | 七尾奈留、Mitha、高苗京鈴 いずみ由羅、朝倉はやて（SD） | 葉月サイ、池田コント、満腹亭白米、一ノ瀬雫、森野ひと、栴修斗 |
| 2021年11月26日 | 花鐘カナデ*グラム Chapter:1 小桜結          | あゆま紗由                                             | ひなぢとり他                                                 |
| 2022年11月25日 | 花鐘カナデ*グラム Chapter:2 花ノ香澄玲      | あゆま紗由                                             | 谷一他                                                       |
| 2023年7月28日  | 白恋サクラ＊グラムLF                        | 七尾奈留、Mitha やたの（SD）                           | 葉月サイ、英隆也、池田コント                                 |
| 2024年6月28日  | 花鐘カナデ*グラム Chapter:3 星泉コトナ      | あゆま紗由                                             | 池田コント、葉月サイ                                         |
| 2025年10月31日 | 花鐘カナデ*グラム Chapter:4 綾世奏 -最終章- | あゆま紗由                                             | 池田コント、葉月サイ                                         |

一般向け（コンシューマ化作品）
- ユユカナ -under the Starlight-
  - Android/iOSアプリ版（萌えAPPより配信）
  - Mobage版・GREE版（モバリアル提供）
- ALIA's CARNIVAL!  Android/iOSアプリ版（萌えAPPより配信）
- ALIA's CARNIVAL! サクラメント（2015年10月29日、dramatic createよりPS Vitaにて発売）

## スタッフ
ディレクター
- の氏

原画
- Mitha - 外注。デビュー作の『ユユカナ -under the Starlight-』よりメイン原画を務めている。
- 七尾奈留 - 外注。『ALIA's CARNIVAL!』よりメイン原画を務める。

シナリオ
- 葉月サイ - 企画も担当。Mithaとは同人作品のノベルゲーム『七ヶ音学園』を制作していたことがある。
- 夕凪和泉

広報・営業
- 大熊猫男

演出スクリプト
- カネギ

グラフィッカー
- むらべ
- すすぎ洗い
- いかざこ
- オニオン☆グラタンスープ

### 過去に在籍していたスタッフ
- いずみ由羅 - 作品のグラフィック・SD原画・Web漫画等を担当していた。『春音アリス*グラム』では再びSD原画を務める。